# Brissay-Choigny
Brissay-Choigny es una comuna francesa, situada en el departamento de Aisne, de la región de Alta Francia.

## Demografía
| 396 | 354 | 324 | 340 | 318 | 301 | 320 | 297 |
| Para los censos de 1962 a 1999 la población legal corresponde a la población sin duplicidades (Fuente: INSEE [Consultar]) |     |     |     |     |     |     |     |